# Puchar Świata w biathlonie 1984/1985
Puchar Świata w biathlonie 1984/1985 – 8. edycja zawodów o Puchar Świata w tej dyscyplinie sportu. Cykl rozpoczął się 10 stycznia 1985 biegiem indywidualnym w stolicy Białorusi, Mińsku, zaś zakończył się 9 marca 1985 sprintem w norweskim Oslo. W lutym w niemieckim Ruhpolding odbyły się mistrzostwa świata, zaś kobiecy odpowiednik odbył się pomiędzy 12–17 lutego 1985 w szwajcarskiej miejscowości Egg am Etzel.
Tytuł obronił Frank-Peter Roetsch reprezentujący NRD zdobywając w sumie 172 punkty, drugi Jurij Kaszkarow reprezentujący ZSRR stracił do niego 31 punktów, a trzeci Peter Angerer z RFN stracił 5 punktów. Wśród kobiet triumfowała Norweżka Sanna Grønlid, przed Szwedką Eva Korpelą i Kaiją Parve z ZSRR.

## Zaplanowane starty
mistrzostwa świata
| Mężczyźni          |                |   |   |   |
| Mińsk              | 10-13 stycznia | ● | ● | ● |
| Oberhof            | 17–20 stycznia | ● | ● | ● |
| Antholz-Anterselva | 24–27 stycznia | ● | ● | ● |
| Ruhpolding         | 20–25 lutego   | ● | ● | ● |
| Lahti              | 1–3 marca      | ● | ● |   |
| Holmenkollen       | 7-9 marca      | ● | ● |   |
| Kobiety            |                |   |   |   |
| Mińsk              | 9-13 stycznia  | ● | ● | ● |
| Antholz-Anterselva | 24–27 stycznia | ● | ● |   |
| Egg am Etzel       | 12–17 lutego   | ● | ● | ● |
| Lahti              | 1-3 marca      | ● | ● |   |

## Wyniki

### Mężczyźni
| Lp.                                                              | Data             | Miejsce            | Konkurencja       | 1. miejsce                                                                     | 2. miejsce                                                                      | 3. miejsce                                                                            |
| ---------------------------------------------------------------- | ---------------- | ------------------ | ----------------- | ------------------------------------------------------------------------------ | ------------------------------------------------------------------------------- | ------------------------------------------------------------------------------------- |
| 1.                                                               | 10 stycznia 1985 | Mińsk              | Bieg indywidualny | Andriej Zienkow                                                                | Jurij Kaszkarow                                                                 | Piotr Miłoradow                                                                       |
| 2.                                                               | 12 stycznia 1985 | Mińsk              | Sprint            | Jurij Kaszkarow                                                                | Algimantas Šalna                                                                | Kjell Søbak                                                                           |
| 3.                                                               | 13 stycznia 1985 | Mińsk              | Sztafeta          | ZSRR I Piotr Miłoradow · Algimantas Šalna · Jurij Kaszkarow · Siergiej Bułygin | ZSRR II Władimir Alikin · Siergiej Idinow · Konstantin Wajgin · Andriej Zienkow | ZSRR III Anatolij Żdanowicz · Igor Aleksiejew · Wasilij Rusanow · Władimir Biełorusow |
| 4.                                                               | 17 stycznia 1985 | Oberhof            | Bieg indywidualny | Peter Angerer                                                                  | Frank-Peter Roetsch                                                             | Andriej Zienkow                                                                       |
| 5.                                                               | 19 stycznia 1985 | Oberhof            | Sprint            | Frank-Peter Roetsch                                                            | Alfred Eder                                                                     | Matthias Jacob                                                                        |
| 6.                                                               | 20 stycznia 1985 | Oberhof            | Sztafeta          | NRD I Jürgen Wirth · André Sehmisch · Matthias Jacob · Frank-Peter Roetsch     | ZSRR Dmitrij Wasiljew · Jurij Kaszkarow · Andriej Zienkow · Siergiej Bułygin    | NRD III Gerald Rauch · Karsten Langhelm · Steffen Hauswald · Lutz Triebel             |
| 7.                                                               | 24 stycznia 1985 | Antholz-Anterselva | Bieg indywidualny | Frank-Peter Roetsch                                                            | Alfred Eder                                                                     | Herbert Fritzenwenger                                                                 |
| 8.                                                               | 26 stycznia 1985 | Antholz-Anterselva | Sprint            | Alfred Eder                                                                    | Peter Angerer                                                                   | Siergiej Bułygin                                                                      |
| 9.                                                               | 27 stycznia 1985 | Antholz-Anterselva | Sztafeta          | ZSRR Siergiej Bułygin · Algimantas Šalna · Andriej Zienkow · Jurij Kaszkarow   | NRD André Sehmisch · Matthias Jacob · Frank-Peter Roetsch · Ralf Göthel         | RFN Herbert Fritzenwenger · Stefan Höck · Peter Angerer · Fritz Fischer               |
| Mistrzostwa Świata w Biathlonie 1985 w Ruhpolding (20–25 lutego) |                  |                    |                   |                                                                                |                                                                                 |                                                                                       |
| 10.                                                              | 1 marca 1985     | Lahti              | Bieg indywidualny | Siergiej Antonow                                                               | Frank-Peter Roetsch                                                             | Juha Tella                                                                            |
| 11.                                                              | 3 marca 1985     | Lahti              | Sprint            | Frank-Peter Roetsch                                                            | Jurij Kaszkarow                                                                 | André Sehmisch                                                                        |
| 12.                                                              | 7 marca 1985     | Holmenkollen       | Bieg indywidualny | Peter Angerer                                                                  | André Sehmisch                                                                  | Frank-Peter Roetsch                                                                   |
| 13.                                                              | 9 marca 1985     | Holmenkollen       | Sprint            | Frank-Peter Roetsch                                                            | Siergiej Antonow                                                                | Alfred Eder                                                                           |

### Kobiety
| Lp.                                                                | Data             | Miejsce            | Konkurencja       | 1. miejsce      | 2. miejsce          | 3. miejsce      |
| ------------------------------------------------------------------ | ---------------- | ------------------ | ----------------- | --------------- | ------------------- | --------------- |
| 1.                                                                 | 9 stycznia 1985  | Mińsk              | Bieg indywidualny | Jelena Gołowina | Kaija Parve         | Tatjana Brylina |
| 2.                                                                 | 11 stycznia 1985 | Mińsk              | Sprint            | Jelena Gołowina | Tatjana Brylina     | Kaija Parve     |
| 3.                                                                 | 13 stycznia 1985 | Mińsk              | Sztafeta          | b.d.            | b.d.                | b.d.            |
| 4.                                                                 | 26 stycznia 1985 | Antholz-Anterselva | Bieg indywidualny | Pam Nordheim    | Waletina Michajłowa | Pam Weiss       |
| 5.                                                                 | 28 stycznia 1985 | Antholz-Anterselva | Sprint            | b.d.            | b.d.                | b.d.            |
| Mistrzostwa Świata w Biathlonie 1985 w Egg am Etzel (12-17 lutego) |                  |                    |                   |                 |                     |                 |
| 6.                                                                 | 1 marca 1985     | Lahti              | Bieg indywidualny | Sanna Grønlid   | Siv Bråten          | Eva Korpela     |
| 7.                                                                 | 3 marca 1985     | Lahti              | Sprint            | Siv Bråten      | Eva Korpela         | Tuula Ylinen    |

## Klasyfikacja

### Mężczyźni
| Miejsce | Zawodnik            | Punkty |
| ------- | ------------------- | ------ |
| 1.      | Frank-Peter Roetsch | 172    |
| 2.      | Jurij Kaszkarow     | 141    |
| 3.      | Peter Angerer       | 140    |
| 4.      | Alfred Eder         | 138    |
| 5.      | Andriej Zienkow     | 130    |
| 6.      | André Sehmisch      | 129    |
| 7.      | Eirik Kvalfoss      | 108    |
| 8.      | Ralf Göthel         | 99     |
| 9.      | Jürgen Wirth        | 93     |
| 10.     | Siergiej Antonow    | 90     |

| Miejsce | Zawodnik              | Punkty |
| ------- | --------------------- | ------ |
| 11.     | Dmitrij Wasiljew      | 86     |
| 12.     | Herbert Fritzenwenger | 81     |
| 13.     | Władimir Weliczkow    | 79     |
| 14.     | Algimantas Šalna      | 72     |
| 15.     | Franz Schuler         | 72     |
| 16.     | Andreas Zingerle      | 69     |
| 17.     | Siergiej Bułygin      | 68     |
| 18.     | Tapio Piipponen       | 67     |
| 19.     | Christian Poirot      | 65     |
| 20.     | Francis Mougel        | 64     |

| Lp. | Państwo        | Punkty |
| --- | -------------- | ------ |
| 1.  | ZSRR           | 4686   |
| 2.  | NRD            | 4627   |
| 3.  | Austria        | 4065   |
| 4.  | Francja        | 4024   |
| 5.  | Norwegia       | 3992   |
| 6.  | RFN            | 3933   |
| 7.  | Włochy         | 3834   |
| 8.  | Szwecja        | 3162   |
| 9.  | Finlandia      | 2900   |
| 10. | Czechosłowacja | 2082   |

### Kobiety
| Lp. | Zawodnik      | Punkty |
| --- | ------------- | ------ |
| 1.  | Sanna Grønlid | b.d.   |
| 2.  | Eva Korpela   | b.d.   |
| 3.  | Kaija Parve   | b.d.   |